# Második Saint Albans-i csata
A Második Saint Albans-i csata a rózsák háborújának egyik ütközete volt, amelyet 1461. február 17-én vívtak a yorki és lancasteri csapatok. A győzelmet a királypárti sereg szerezte meg.

## Előzmények
Mindössze 15 nappal korábban a yorki csapatok, a későbbi IV. Eduárd angol király vezetésével legyőzték a királypárti sereget a Mortimer′s Cross-i csatában. Eduárd az ország nyugati részén maradt, mivel a lancasteriek két vezetője, Jasper Tudor, Pembroke grófja és Wiltshire grófja is elmenekült az ütközet helyszínéről. Az ország délkeleti részén ezért Warwick grófjának nélküle kellett megütköznie Anjou Margit angol királyné északról dél felé tartó csapataival. A gróf Londonban tartózkodott, onnan rendelte el a sorozást Kelet-Angliában és a déli grófságokban. Legfőbb támogatója John Howard Norfolk hercege, valamint a burgundiai herceg volt, aki kézi lőfegyverekkel felszerelt csapatot küldött segítségül. Warwick február 12-én indult el a fővárosból, és csak Saint Albans városkához jutott, ahol a rózsák háborúja 1455. május 22-én kirobbant. Valószínűleg azért csak eddig ment, mert nem akart túl messzire kerülni Londontól.

## A csata

### Felvonulás
A résztvevők számáról nincsenek pontos adatok, az valószínűnek látszik, hogy összesen legalább húszezer katona állt csatasorba. A korabeli beszámolók szerint a lancasteriek némi emberfölényben voltak. A királypárti oldalon sok főúr – az exeteri herceg, Somerset herceg, Northumberland, Devon és Shrewsbury grófja, Lord Roos, Lord Grey of Codnor, Lord FitzHugh, Lord Greystoke, Lord Wells és Lord Willoughby – is jelen volt. A másik oldalon Warwick és testvére, Lord Montagu, a norfolki herceg, Lord Berners, Lord Bonville, Lord Bouchier és Lord Fauconberg vett részt a csatában.
Warwick, okulva az első Saint Albans-i csatából, amelyben ő győzött, seregének jelentős részét a városon kívül északra táborozta le megerősített állásokban. Valószínűleg elsősorban védekezésre készült, és támadni csak akkor akart, ha megérkezik Norfolk csapata. A grófnak nem voltak pontos információi a királypártiak helyzetéről, ezért nem tudta, merről várja őket. A csapatai széles, mintegy négymérföldes arcvonalban álltak fel. Ahhoz kevesen voltak, hogy teljes egészében tartani tudják a vonalat, így csak arra számíthattak, hogy a megtámadott alakulatok ki tudnak tartani a front más pontjairól érkező erősítésig. A gróf három nagyobb részre bontotta seregét. Az északit, amely Sandrige és Sandridgebury között állt, ő maga vezette, a középsőt testvére, John Neville, Montague lordja irányította. Ez két mérföldre Barnards Heath-től délre, feltehetően a római kori földsánc mögött foglalta el állását. A harmadik egység, egy erős íjászcsapat Saint Albansba vette be magát, két mérföldre délre a középső seregtest mögött. Valamennyi csapat észak felé fordult, mert onnan várták a támadást.

### Előcsatározás
A királypártiak felderítése összehasonlíthatatlanul jobban működött Warwickénál, így sokat tudtak a yorkiak elhelyezkedéséről. Az első összecsapásra a két sereg között február 16-án került sor, amikor a lancasteriek Saint Albanstól 14 mérföldre, Dunstable-nél lerohanták az egyik yorki előőrsöt, és kétszáz katonát megöltek. Más forrás szerint a királypártiak Dunstable lakosaival csaptak össze, akiket egy hentes vezetett. A lancasteriek egész éjszaka gyalogoltak, így anélkül jutottak Saint Albans közelébe, hogy Warwick tudott volna hadmozdulataikról. Azt tervezték, hogy keresztülzúdulnak a városon, és déli irányból támadják meg a gróf seregét.

### Összecsapás

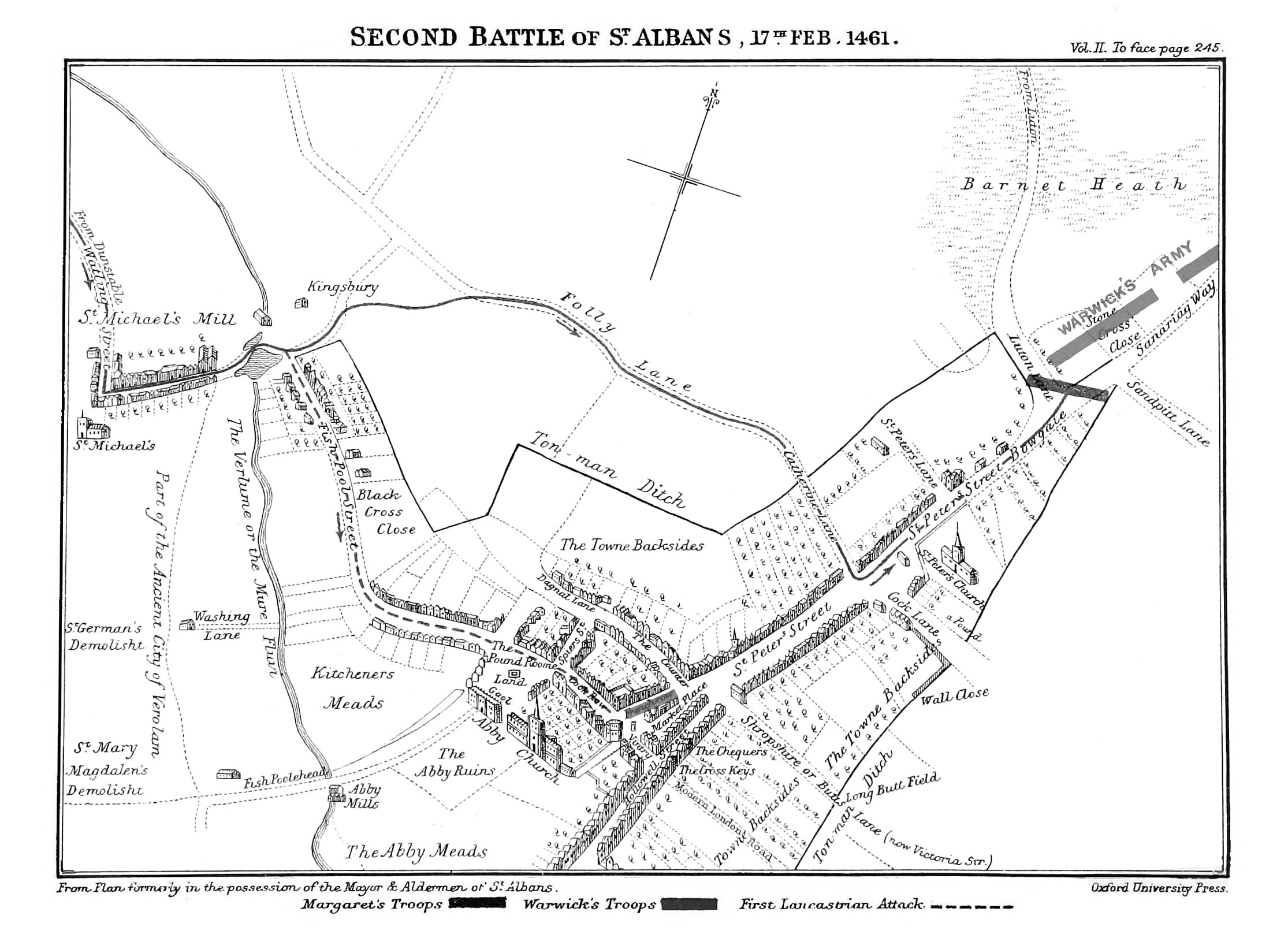
A csata helyszínének korabeli ábrázolása

A sereg átkelt a Ver folyón, majd a Fishpool utcán elindult az apátság felé. A lancasterieket nyílzápor fogadta, amely megakasztotta az előrenyomulást. A visszavert csapatok északnyugat felé fordultak, és a kerteken keresztül próbáltak meg eljutni a Szent Péter templom közelébe. Itt ismét beleütköztek a yorkiakba. Montague nem tudta, mi történik a háta mögött, ezért nem küldött erősítést az íjászoknak. Úgy gondolta, hogy egy elterelő támadás indult a város ellen, amelynek az a célja, hogy kimozdítsa őt állásaiból, azt nem gondolta, hogy a lancasteri főerő van mögötte. 
Amikor megkapta a valós információt, csapatai megkezdték az új állások elfoglalását, hogy arcvonaluk dél felé nézzen. Nehezítette helyzetét, hogy a rossz időben a puskapor átnedvesedett, és emiatt jelentősen csökkent a hatékonysága a kézi lőfegyvereknek és az ágyúknak.
A lancasteri előörsöt a calais-i veterán, Andrew Trollope vezette, aki korábban Warwick seregéből állt át. A sereg fő erejét Henry Beaufort, Somerset hercege irányította. Délről erős szél fújt, havazott, így a yorkiak nem láttak jól. Ennek ellenére Montague csapatai több rohamot is kiálltak, de hiába várták Warwick felmentő seregét, mivel a futárok nem jutottak el hozzá, a rossz időben pedig nem láthatta, mi történik. A gróf így tovább őrizte állásait. Amikor végül megtudta, mi zajlik mögötte, kiadta a parancsot, de utasításait nem hajtották rendesen végre, illetve Henry Lovelace kenti csapatai átálltak a király oldalára.
Az éjszaka folyamán a yorki csapatok elkezdtek szétszéledni, és Warwick serege reggelre feloszlott. A gróf maga is kénytelen volt elmenekülni. A király kiszabadult, és csatlakozott feleségéhez. A csata után Lord Bonville-t és Sir Thomas Kyrielt lefejezték. Warwick testvérét, John Neville-t, Montagu márkiját foglyul ejtették.

## Következmények
A csata után a győztes királypárti sereg karnyújtásnyira volt Londontól, mégsem sikerült bejutnia a városba. A főváros lakosságát félelemmel töltötte el a sereg érkezése, mivel a yorki propaganda hosszú ideje terjesztett rémhíreket a fosztogató lancasteriekről. Margit királynéhoz londoni nők érkeztek küldöttségbe, azt kérve, hogy ne rabolják ki a katonák a várost. Margit február 19-én, jó szándéka jeléül, visszaküldte csapatait Dunstable városkához. Három nappal később viszont Warwick és Eduárd egyesítette erőit, február 26-án belovagoltak Londonba. Ezután Eduárd megkoronáztatta magát.

## Érdekesség
- A csata után lovaggá ütötték Andrew Trollope-ot. Kitüntetésekor azt mondta, hogy megsérült a lábán, ezért egy helyben állt, és csak azt a 15 yorkit tudta megölni, aki odajött hozzá.[7]